# Henriette Mikkelsen

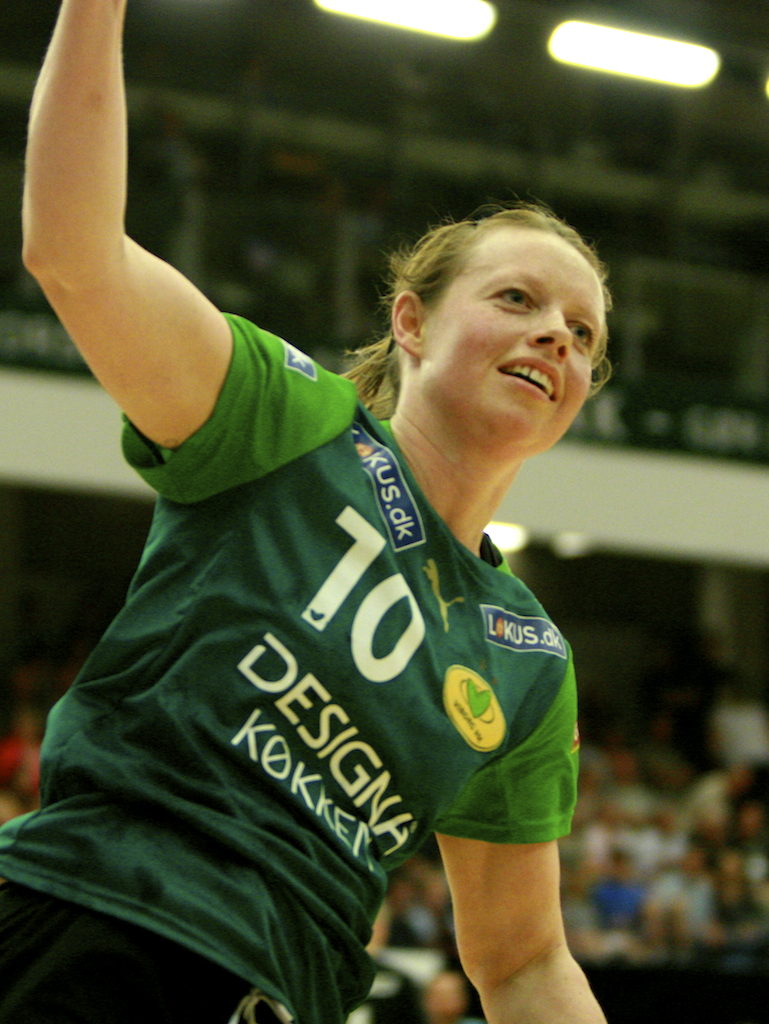
Henriette Mikkelsen

Henriette Møller Mikkelsen (* 21. September 1980 in Morsø) ist eine ehemalige dänische Handballspielerin.

## Karriere
Mikkelsen erlernte das Handballspielen beim Verein NIF/FLUIF. Die 1,67 m große Linksaußenspielerin spielte ab 2003 für den dänischen Erstligisten Viborg HK. Zuvor spielte die bei auf den Spitznamen „Henry“ hörende Spielerin bei Ikast-Bording EH und NIF/FLUIF. In der Saison 2007/08 setzte sie schwangerschaftsbedingt aus. Im April 2008 gebar sie eine Tochter. Nachdem Mikkelsen wieder in den Kader von VHK zurückgekehrt war, beendete sie im November 2011 ihre Karriere. Als Viborg HK in der Saison 2013/14 mehrere verletzungsbedingte Ausfälle zu beklagen hatte, gab sie im Februar 2014 ihr Comeback. Auch in der darauffolgenden Spielzeit half sie gelegentlich aus.
Für die dänische Nationalmannschaft bestritt sie 81 Länderspiele, in denen sie 346 Tore erzielte. Der größte Erfolg war der Gewinn des olympischen Handballturniers 2004, bei dem sie im Finale den entscheidenden Siebenmeter gegen Südkorea verwandelte.
Mikkelsen ist bei Viborg HK als Jugendtrainerin tätig.

## Erfolge
- Champions League: 2006, 2009, 2010
- Dänische Meisterin: 2004, 2006, 2008, 2009, 2010, 2014
- Dänische Vizemeisterin: 2002, 2003
- Dänische Pokalsiegerin: 2001, 2003, 2006, 2007, 2008
- EHF-Pokal: 2002, 2004
- Gewinnerin der olympischen Goldmedaille 2004
- Vize-Europameisterin 2004
- 3. Platz bei der Juniorinnen-Weltmeisterschaft 1999